# 陳軾 (弘治進士)
陳軾（1470年—？），字子敬，號宜山，湖廣應城縣（今湖北應城市）人，明朝政治人物。

## 生平
弘治八年（1495年）乙卯科湖廣鄉試第五十五名舉人。弘治十八年（1505年）中式乙丑科會試第二百三十三名，三甲第一百二十八名進士。知定海縣，擢監察御史，遷山西按察司副使，歴雲南按察使，陞江西布政使。累官都察院右副都御史、巡撫應天，召為大理寺卿，官至戶部右侍郎，致仕歸鄉卒。

## 家族
曾祖陳剛；祖父陳詳；父陳大中，潛山訓導。母周氏。具慶下。